# 상첩군
상첩군(常捷軍)은 태평천국의 난 때 청나라 정부군 측에 붙어 활동한 외인부대다. 계파상 좌종당 계열이었다. 장교들은 프랑스인이었고 병사들은 중국인과 필리핀인으로 구성되었다.
1862년(동치 원년) 편성되어 1864년(동치 3년) 해산되었고 상첩군 장교단은 좌종당의 초군의 군사고문이 되었다.